# 王伯庠
王伯庠（1106年—1173年），字伯禮。南宋儒学者、诗人、政治人物。

## 生平
出自明州王氏。先世居濟南章丘(今山東章丘)。靖康之变后，随宋室南渡，居庆元府鄞縣，遂为鄞县人。参知政事王次翁之子。弟王伯序，探花及第，中书令。弟王伯廱，参议。
紹興二年（1132年），登進士第。任吉州左司理參軍。試教官，改任明州州學教授，参与明州地方管理，颇有政声。后充左宣教郎、直秘閣学士。绍兴十四年（1144年），授侍御史。
为官清正，直言敢谏，评弹所及，无丝毫忌惮。外放阆州、夔州、温州任郡守知州，均以治绩闻名。生前博览群书，勤著述，至老死卷不离手。

## 著作
- 《王次翁叙纪》
- 《行业记》[6]
- 《瞿塘峡摩崖石刻》，又称《皇宋中兴圣德颂摩崖石刻》，成于南宋乾道七年（1171年），赵公硕书，赵不忧撰，时任夔州郡守王伯庠刻石。
- 《历山集》
- 《云安集》
- 《资治编年》
- 《宏词集要》
- 《夔路图经》